# The Mother We Share
The Mother We Share è il primo singolo del gruppo musicale scozzese Chvrches, pubblicato nel 2012 ed estratto dall'album The Bones of What You Believe.

## Tracce
1. The Mother We Share – 3:09
2. The Mother We Share (A JD Twitch Optimo Remix) – 5:00
3. The Mother We Share (Miaoux Miaoux Remix) – 4:37

## Formazione
- Lauren Mayberry - voce, sintetizzatore
- Iain Cook - sintetizzatore, chitarra, basso, voce
- Martin Doherty - sintetizzatore, sampler, voce